# La Superga
La Superga är en vallfartskyrka i Superga i närheten av Turin i norra Italien, uppförd i barockstil.

## Historik
Kyrkan byggdes under åren 1717 till 1731 för Viktor Amadeus II av Savojen, ritad av Filippo Juvarra, på toppen av kullen i Superga. Detta uppfyllde ett löfte som hertigen (och den framtida kungen av Sardinien) hade avlagt under slaget vid Turin, efter att ha besegrat den belägrade franska armén i det spanska tronföljdskriget. Arkitekten anspelade på tidigare stilar samtidigt som han tillförde en barocktouch. Kyrkan innehåller gravar av många prinsar och kungar av huset Savojen, som monumentet till Carlo Emanuele III (1733) av Ignazio Collino och hans bror Filippo. Under kyrkan finns gravarna för de flesta av dess medlemmar i familjen Savoy, bland dem Charles Albert.

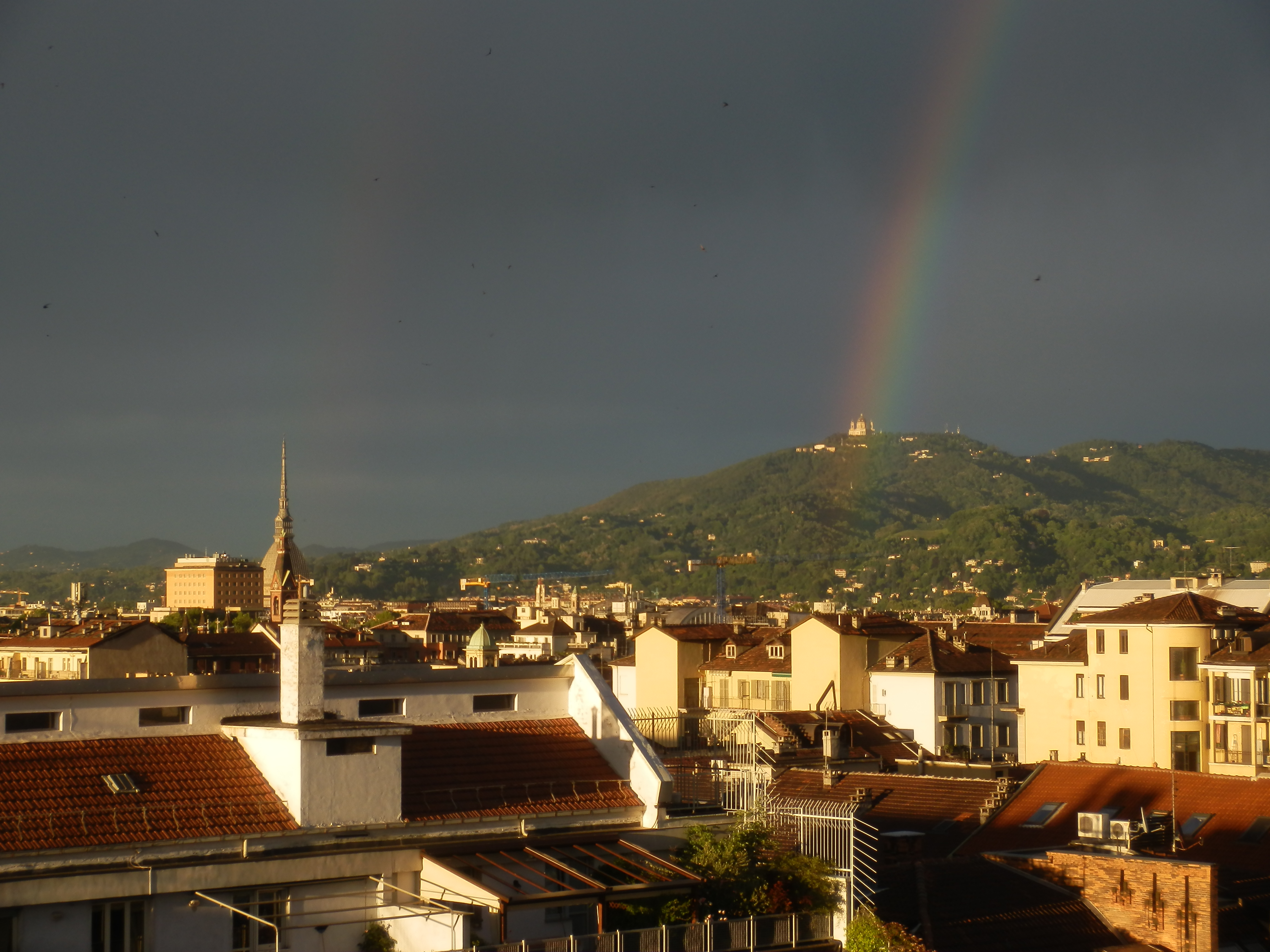
Regnbåge över the Basilica la Superga

Denna kyrka av Juvarra anses vara sen barock-klassicism. Kupolen stod färdig 1726 och liknar vissa delar av Michelangelos kupol vid Peterskyrkan. Detta är ingen slump eftersom Juvarra studerade och arbetade i Rom i tio år innan han arbetade i Turin. Tempelfronten sticker ut från en kupolstruktur och efterliknar Pantheon. Tempelfronten är större än typiska proportioner eftersom Superga är placerad på denna kulle. Man tror också att Victor Amadeus ville att basilikan skulle vila på kullen som en påminnelse om Savoyfamiljens makt samt fortsätta en siktlinje till det befintliga slottet Rivoli. Senare fullbordade Palazzina di caccia i Stupinigi triangeln mellan de tre bostäderna i Savoyen.
Kyrkans historia kan spåras till den 2 september 1706, då hertig Victor Amadeus II av Savoyen och prinsen av Carignano, Eugen av Savojen, besteg kullen för att se Turin belägras av fransk-spanska styrkor under det spanska tronföljdskriget. Victor Amadeus, efter att ha knäböjt framför en gammal rekvisita, svor att han, i händelse av seger, skulle låta bygga ett monument över Vår Fru (Jungfru Maria). Från gryningen till de tidiga timmarna av eftermiddagen den 7 september drabbade arméerna samman på fälten vid Jaya och Madonna di Campagna. Piemontesiska arméer uppnådde seger över fransmännen. Efter att Victor Amedeus krönts till kung av Sicilien anförtrodde han utformningen av denna byggnad till Filippo Juvarra.
Berget där basilikan finns var platsen för Superga-flygkatastrofen för Grande Torinos fotbollslag 1949.

## Kungliga kryptan
Den kungliga kryptan är den traditionella begravningsplatsen för medlemmar av huset Savoy, efter hand hertigar av Savoyen, kungar av Sardinien och kungar av Italien. Två kungar av Italien, Victor Emmanuel II och Umberto I, har begravts i Pantheon, Rom. De tidigare generationerna av huset Savoy såväl som den siste kungen av Italien, Umberto II, är begravda i Hautecombe Abbey, släktens förfäders begravningsplats i Savoyen.